# Kalevala
Kalevala hay Kalewala (IPA: [ˈkɑleʋɑlɑ]) là một hợp tuyển sử thi bằng tiếng Karjala và Suomi do tác gia Elias Lönnrot sưu tầm và ấn hành vào năm 1835.

## Lịch sử
Mặc dù được ghi nhận là một trong những nền văn học xuất hiện muộn nhất địa vực Âu châu, nhưng Phần Lan thường được mệnh danh Ngôi sao phương Bắc vì những thành tựu khiến nhiều nền văn học lâu đời phải ganh tị. Cái bất thường của nền văn học từ khi ra đời đến nay là hầu như không song hành ngôn ngữ bản địa, cho dù ngôn ngữ Phần Lan cũng có lịch sử ít nhất một thiên niên kỷ. Trong thực tế, các giá trị tạo nên văn học Phần Lan lại không hữu hạn trong quốc thổ mà tỏa ra Thụy Điển, Estonia, Nga và đặc biệt Karjala – miền đất huyền thoại này được coi là khởi thủy dòng văn học tiếng Phần Lan. Do vậy, thuật ngữ văn học Phần Lan còn có tính quốc tế rất cao.
Do nhiều cuộc thăng trầm lịch sử, văn học Phần Lan được cấu thành dựa trên ba ngôn ngữ : Thụy Điển, Phần Lan và Nga. Vì thế, đôi khi Phần Lan được giới phê bình gọi vui là nền văn học chân thiên nga. Trong đó, văn học tiếng Thụy Điển có giá trị cao nhất và khối lượng cũng đồ sộ hơn cả. Sau Đệ nhị Thế chiến, chính phủ Phần Lan cùng các cơ quan đặc trách văn hóa đã ra sức nâng tầm tiếng Phần Lan thành quốc ngữ, qua đó dòng văn học tiếng Phần Lan mới có tăng trưởng mạnh hơn các thời trước. Tuy nhiên, dòng nghệ thuật này lại phổ biến ở Karjala và Estonia hơn.
Ngày nay, di sản văn học Phần Lan được san xẻ chung giữa Na Uy, Thụy Điển, Phần Lan, Nga và Estonia, được coi như bộ phận rất quan trọng cấu thành văn hóa mỗi quốc gia đó. Tại Latvia, Lietuva, Belarus và Ba Lan, thậm chí Komi từ đầu thập niên 1990 đã diễn ra những tranh luận sôi nổi trong vấn đề có hay không công nhận dòng văn học Phần Lan từng tồn tại trong diễn trình lịch sử văn học xứ mình, nhiều quan điểm cho rằng đã tới lúc cần chấp nhận nó là một đặc tính bản địa thay vì coi là ngoại lai, và phải làm bản chất chứ không phải hiện tượng nữa.
Văn học dân gian vốn hàm nghĩa một nền văn học nào đó đã được truyền tụng trong không gian rất rộng và có lịch sử vô cùng phức tạp. Mặc dù có vài chứng tích cho thấy văn học cổ đại Phần Lan đã có lúc được kí âm bằng những tự dạng bản địa và thậm chí còn lưu danh trạng tác giả, nhưng dường như hiện tượng đó không mấy phổ biến. Phần Lan san xẻ hệ thống hình tượng huyền thoại đôi chỗ khá giống những gì đã diễn ra tại Na Uy, Thụy Điển, Nga và thậm chí Cymru, nhưng ít đồ sộ bằng và thường được coi là vùng văn học giao thoa Bắc–Đông Âu.
Trứ tác hệ trọng nhất để hiểu kết cấu văn học dân gian là sử thi Kalevala do nhà sưu tầm văn nghệ dân gian Elias Lönnrot bổ khuyết và ấn hành năm 1835. Phẩm cách các nhân vật thường tương đối dung dị và hành trạng thường giàu chất thơ – một đặc điểm rất khó thấy trong hệ thống thần thoại Bắc Âu. Cũng vì thế, học giới không đánh đồng văn học dân gian Phần Lan với các quốc gia Bắc Âu khác, một số học giả Anh quốc còn ngỏ ý khâm phục tính thuần khiết và đặc trưng của dòng văn chương này.
Tuy nhiên, khác với văn học dân gian, dấu hiệu của văn học thành thư Phần Lan chỉ từ giữa thế kỷ XVI với bản dịch Tân Ước từ tiếng Hi Lạp sang tiếng Phần Lan (1543) của đức giám mục Mikael Agricola. Nhờ vậy, ngài được suy tôn là quốc phụ của mẫu tự Phần Lan. Nhưng qua ba thế kỷ nữa, khi sử thi Kalevala ấn hành (1849), văn học tiếng Phần Lan mới có chỗ đứng. Và đến năm 1870, với việc xuất bản cuốn tiểu thuyết đầu tay Bảy anh em của tác gia Aleksis Kivi, văn học Phần Lan bắt đầu phát triển mạnh và dần tạo nên bản sắc. Tuy nhiên, văn học tiếng Thụy Điển vẫn tồn tại vững bền và còn không ngừng lớn thêm, hàng loạt tác gia lừng danh vẫn chuộng thứ ngôn ngữ này và họ hoàn toàn không xem nó là thứ tiếng ngoại lai, điển hình như Johan Ludvig Runeberg, Johan Vilhelm Snellman, Zacharias Topelius.
Năm 1939, tác gia Frans Eemil Sillanpää gây tiếng vang trên văn đàn thế giới với giải Nobel Văn học, và từ đây văn học Phần Lan vươn khỏi Bắc Âu và được học giới quốc tế nghiên cứu cũng như phiên dịch ngày càng nhiều. Năm 2015, Phần Lan lại có nữ văn sĩ Sofi Oksanen vào liệt biểu 116 cá nhân được đề cử Nobel Văn học dù trứ tác đầu tay của bà xuất bản cách đó chưa lâu (2003).
Theo dữ liệu của FILI, mỗi năm có từ 300-400 văn phẩm Phần Lan được dịch ra khoảng 40 ngôn ngữ. Doanh thu từ việc bán bản quyền của các nhà xuất bản và các công ty phát hành Phần Lan trong 4 năm đầu thập niên 2010 đã liên tục tăng, đạt trên dưới 2 triệu euro/năm (năm 2014 là 2.2 triệu, năm 2013 là 2.25 triệu, năm 2012 là 1.98 triệu và năm 2011 là 1.26 triệu). Thị trường xuất khẩu sách lớn nhất của Phần Lan là Đức, Anh, Mỹ và Liên bang Nga.
Năm 2015, văn học Phần Lan gặt hái những thành công lớn nhất từ trước trên văn đàn thế giới. Chỉ tính tới trung tuần tháng 12 đã có tới 800 tác phẩm được dịch ra ngoại ngữ, trong đó nhiều nhất là tiếng Anh (26 tác phẩm), Pháp (18), Đức và Đan Mạch (17). Đáng chú ý là một số tác gia và tác phẩm văn chương Phần Lan được một số tờ báo có uy tín trên thế giới như The New Yorker (Mỹ), The Guardian (Anh) đánh giá cao và có tác giả lọt vào liệt biểu chung khảo của giải thưởng Arthur C. Clarke.
Không giống như nhiều sử thi đã vang danh từ cổ đại, Kalevala không phải là một sử thi được tái tạo lại từ những mảnh vụn của một sử thi cổ bị tan vỡ theo thời gian. Kalevala do giáo sư, bác sĩ, nhà ngôn ngữ học, nhà nghiên cứu dân tộc học và văn hóa dân gian nổi tiếng Phần Lan là Elias Lönnrot (1802 - 1884) biên soạn dựa trên những bài phú, ca dao, đồng thoại, truyền thuyết dân gian lâu đời tản mát ở Phần Lan và Karjala. Ông và các đồng nghiệp đã đi sưu tầm trên đất Phần Lan và ngược lên cả vùng Viena (Karjala Trắng). Kalevala xuất bản lần đầu vào năm 1835, gồm 12.078 câu thơ, chia làm 35 khúc (ngày nay được gọi là Kalevala cựu thư) và lần thứ hai năm 1849 với 22.795 câu thơ, được chia làm 50 khúc (gọi là Kalevala tân thư). Kalevala mới (được coi là bản Kalevala trọn vẹn nhất) là kết quả 15 năm làm việc với 11 chuyến sưu tầm điền dã của riêng Elias Lönnrot. Ngày nay, ở Phần Lan cũng như hải ngoại, khi nói về Kalevala giới nghiên cứu vẫn chỉ nói đến Kalevala bộ mới. Kalevala là bách khoa thư về lịch sử và dân tộc Phần Lan được biên soạn theo thể thơ truyền thống, mỗi câu gồm 8 âm tiết (hay 8 nhịp) của người Phần Lan, dựa theo làn điệu của âm nhạc dân gian. Khi Kalevala chưa ra đời, thể thơ này không có tên. Vì thế sau khi Kalevala xuất bản, thể thơ này được gọi là Thi điệu Kalevala. Đồng thời cũng từ đó việc sưu tầm văn học dân gian Phần Lan nhanh chóng lan rộng và nguồn tư liệu sưu tầm được đã trở nên hết sức phong phú. Trong vòng 15 giữa hai bản Kalevala, Lönnrot cùng các cộng sự sưu tập được thêm gần 130.000 câu thơ. Với nguồn tư liệu này Elias Lönnrot đã phát biểu rằng có thể biên soạn thành 7 bản Kalevala khác nhau mà Kalevala tân thư như ngày nay chỉ là một trong số đó. Còn có Kanteletar được coi là tác phẩm phái sinh của Kalevala, do tác giả Elias Lönnrot công bố năm 1840.
Sau khi Kalevala san hành, một phong trào "tìm về bản sắc" đã lan rộng ở khắp cõi Phần Lan. Nhiều nhà nghiên cứu, giảng viên, sinh viên và những người yêu thích văn hóa dân gian đã theo dấu chân ông đi sưu tầm tư liệu ở phía Đông Phần Lan và Karjala Nga để sưu tầm văn học dân gian còn ẩn tàng ở những vùng này. Bên cạnh hai bản Kalevala cũ mới, năm 1862 Elias Lönnrot còn rút gọn Kalevala mới thành một bản Kalevala ngắn với 9.732 câu dành cho thanh thiếu niên, được gọi là Kalevala học đường. Văn bản này được Bộ Giáo Dục Tô Liên chọn đưa vào chương trình giáo khoa trung học.
| Không gian khảo sát của Elias Lönnrot | Biểu tượng nắm tay của nghệ nhân kantele | Tem Phần Lan 1935 | Bưu chính Tô Liên 1985 |
| ------------------------------------- | ---------------------------------------- | ----------------- | ---------------------- |
|                                       |                                          |                   |                        |

## Nội dung
Bối cảnh sử thi là thuở hồng hoang, chủ yếu xoay quanh những tranh đấu trường kì giữa hai chủng tộc Kalevala và Pohjala. Thực tế, người Kalevala được khắc họa là giống dân thuần nông, định cư ở miền ấm và thường bị người Pohjala từ cực Bắc lạnh giá xuống quấy quả.
Đại diện dân Kalevala là các tráng sĩ giai nhân tận tụy với sự tồn vong của bản quán, ngược lại, miền Pohjala chỉ toàn yêu quỷ dưới sự điều khiển của bà chúa Louhi hiểm ác. Nhưng cả hai chủng tộc này đều chịu sự sai khiến của thần Thái Dương vĩnh hằng.
- Phần 01 : Väinämöinen (I)

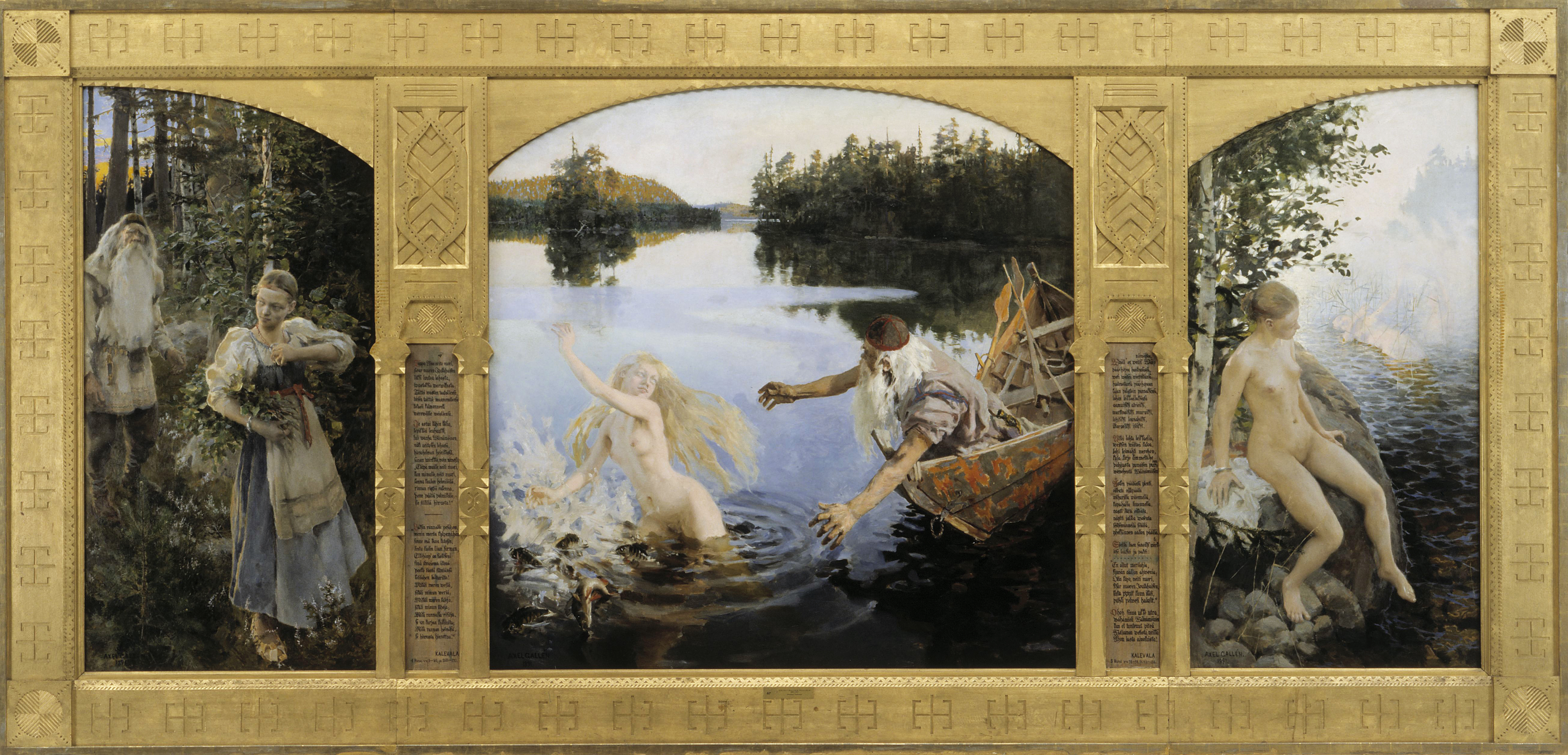
Bích họa Nàng Aino (Aino-taru) năm 1891 của họa gia Akseli Gallen-Kallela.

Trinh nữ Ilmatar gặp gió và biển mà thụ thai, sinh ra một quả trứng lênh đênh giữa đại dương. Có một con vịt mắt vàng ngẫu nhiên đạp tan trứng. Vỏ trứng biến ra trời đất, trăng sao và các vừng mây. Väinämöinen thoát khỏi trứng nhưng cứ bồng bềnh trên biển chín năm ròng, sau rốt cũng chạm đất liền.
Väinämöinen mới gọi Sampsa Pellervoinen đi gieo hột khắp cõi, rồi trồng một gốc sồi đứng vững đến ngàn năm. Thuở ấy Joukahainen đố kị tiếng đàn kantele của Väinämöinen, nên thách đấu Väinämöinen bằng giọng ca của mình. Joukahainen địch không lại Väinämöinen, bèn gả em gái Aino cho chàng rồi dọn mưu hãm hại. Joukahainen thua chạy đến Pohjola, bèn hợp với bà chúa Louhi để báo cừu hằng năm.
- Phần 02 : Lemminkäinen (I)

Lemminkäinen thầm thương ngọc nữ Kyllikki nên xin mẹ cho đi cướp nàng về làm vợ. Nhưng ở với nhau không bao lâu thì Kyllikki có tư tình. Đương lúc Lemminkäinen giận lẫy Kyllikki, bà chúa Louhi bèn hóa con nai sừng tấm Hiisi quyến dỗ rồi bắt nàng về Pohjola.
Lemminkäinen phải lên đường đi chuộc vợ. Chàng phải chấp nhận những thách đố khôn cùng của chúa tể phương Bắc.
- Phần 03 : Väinämöinen (II)

Väinämöinen ngỏ ý cầu hôn lệnh ái đẹp tuyệt trần nhà bà chúa Louhi, nhưng Louhi cũng ra nhiều điều kiện khó lường khiến Väinämöinen thua thảm hại.
- Phần 04 : Đám cưới Ilmarinen

Väinämöinen kết nghĩa với Lemminkäinen và Ilmarinen để chinh phục thách đố. Cuối cùng bàn tay người con gái bà chúa Louhi về với Ilmarinen, Väinämöinen và Lemminkäinen chúc phúc cho họ. Ilmarinen gả em gái là Annikki cho Lemminkäinen.
- Phần 05 : Lemminkäinen (II)

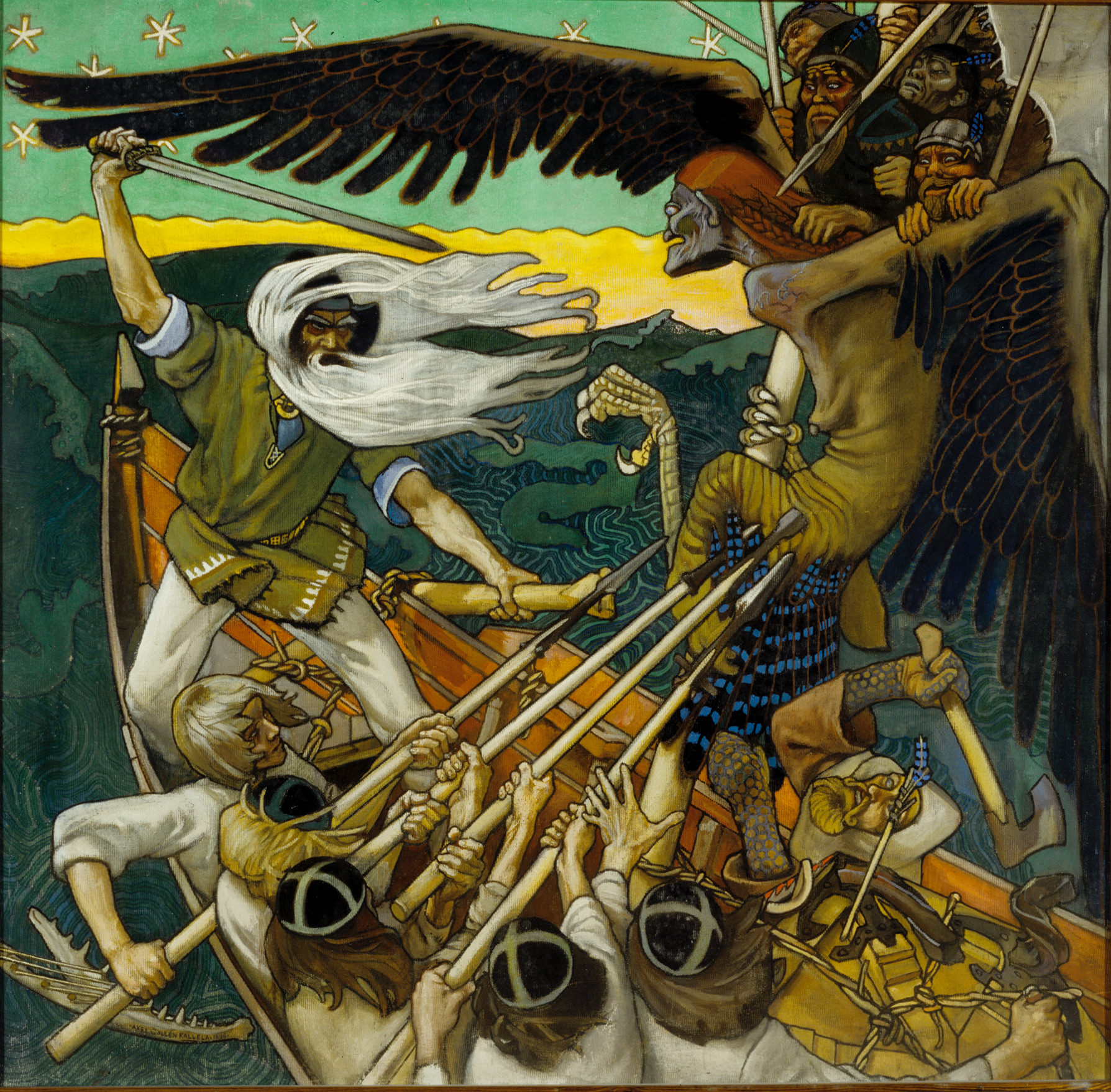
Họa phẩm Phòng giử Sampo (Sammon puolustus) năm 1896 của họa gia Akseli Gallen-Kallela.

Louhi quá đau buồn vì phải gá con gái, nên phái thần ưng chở lửa và thần mãng cõng nước đến phá hôn lễ. Lemminkäinen và Tiera xin đi trừ quỷ cứu dân.
- Phần 06 : Kullervo

Nhiều năm trôi qua, mục tử Kullervo bị bán làm nô lệ cho nhà Ilmarinen. Cậu bé ngoan ngạnh này đón biến năm xưa bộ lạc Ilmarinen đã sát hại gia đình mình, bèn ám hại vợ Ilmarinen để trả thù. Kullervo đại thắng Ilmarinen, nhưng phải tự sát khi biết nhìn lầm người.
- Phần 07 : Ilmarinen

Ilmarinen mất vợ, bèn đúc vợ mới bằng vàng bạc, nhưng đó chỉ là cô dâu vô tri lạnh như băng. Chàng lại cất công lên Pohjola cầu hôn lệnh nữ khác của bà chúa Louhi.
- Phần 08 : Vụ trộm Sampo

Ở phương Bắc, Ilmarinen phát hiện bảo vật Sampo, liền về Kalevala khuyên Lemminkäinen cùng đi đánh cắp. Họ bèn xin già Väinämöinen giúp sức.
- Phần 09 : Louhi phục thù

Ilmarinen và Lemminkäinen cướp Sampo về khiến Kalevala ngày càng thịnh vượng. Louhi mất của nên tức khí cướp mặt trời mặt trăng về giấu ở phương Bắc. Từ đó Kalevala chìm trong tối tăm buốt giá. Väinämöinen bảo Ilmarinen rèn chìa khóa để đi giành lại giời giăng.
- Phần 10 : Marjatta

Thêm nhiều năm nữa, thiếu nữ Marjatta bỗng thèm có con, bèn nuốt quả dâu tây và thụ thai. Đứa bé bị bắt cóc ngay sau đó. Marjatta nhờ ông sáng hồng mới biết nó nằm trong đầm lầy. Virokannas hành lễ tẩy cho đứa trẻ làm đấng tể trị hợp pháp cho toàn Kalevala.
Väinämöinen biết mình đã già và không còn uy lực như xưa nữa, nên gảy khúc kantele cuối cùng rồi rời Kalevala trên chiếc thuyền độc mộc bằng gỗ sồi cổ thụ.
| Pohjola                                                | Väinölä (Kalevala maa)                                       | Tuonela                                                      | Ahtola                                                     |
| ------------------------------------------------------ | ------------------------------------------------------------ | ------------------------------------------------------------ | ---------------------------------------------------------- |
| (Bắc Cực) Rặng núi Tây Bắc quanh năm buốt giá mù sương | (Trung Nguyên) Quê hương các tráng sĩ và tuyệt sắc giai nhân | (Sông) Khoảng nước tối ở Tây Vực dẫn người sống tới cõi chết | (Biển) Khoảng nước sáng ở Đông Bộ giữa Pohjola và Kalevala |
| Kantele                                                | Sampo                                                        | Sima                                                         | Ukonvasara                                                 |
| Cây đàn huyền diệu của Väinämöinen                     | Cối xay thần do Ilmarinen đúc                                | Rượu mật dùng trong đám cưới Ilmarinen                       | Búa của thần Ukko                                          |
| Väinämöinen                                            | Ilmarinen                                                    | Lemminkäinen                                                 | Aino                                                       |
|                                                        |                                                              |                                                              |                                                            |

## Phong hóa
Cho đến nay Kalevala vẫn là tác phẩm tiêu biểu nhất của văn học Phần Lan đóng góp vào kho tàng văn học nhân loại và được dịch ra nhiều ngôn ngữ nhất của văn học nước này. Đến thời điểm 2023, Kalevala đã được dịch sang cả thảy 60 thứ tiếng trên thế giới, trong đó nhiều ngôn ngữ đã dịch nhiều lần dưới nhiều hình thức rất khác biệt : Thụy Điển (22), Anh (21 bản), Đức (14), Nhật (14), Estonia (14), Tây Ban Nha (12), Nga (10). Riêng tiếng Việt, Kalevala cũng đã có 3 bản dịch khác nhau, trong đó có 2 bản lược thuật bằng văn xuôi (của Nguyễn Xuân Nghiệp, Hoàng Thái Anh) và 1 bản dịch trọn vẹn bằng thơ xuất bản năm 1994 (của Bùi Việt Hoa).
Dù thế, sức ảnh hưởng của sử thi Kalevala không chỉ giới hạn trong phạm vi Phần Lan, mà dần lan rộng ra khắp hoàn vũ. Nhiều nhà nghiên cứu quốc tế đã vận dụng thi pháp Kalevala của Lönnrot, rồi phối hợp ca dao cổ truyền của dân tộc mình để hình thành sử thi hoàn chỉnh. Chẳng hạn : The Song of Hiawatha (1855) của Henry Wadsworth Longfellow, được coi là sử thi của người Mỹ ; Kalevipoeg (Con trai của Kalevi, 1862) – sử thi Estonia của Friedrich Reinhold Kreutzwald ; Lāčplēsis (Chàng giết gấu, 1888) sử thi Latvia của Andrejs Pumpurs ; và sử thi Mordoviya Mastorava (Mẹ đất, 1994) của Aleksandr Sharonov. Ở hiện đại hậu kì, các sử thi Con cháu Mon Mân của Bùi Việt Hoa xuất bản năm 2008 ; Virantanaz (sử thi sắc tộc Veps) do nhà nghiên cứu ngôn ngữ Nina Zaytseva biên soạn năm 2012 và sử thi Liekku (sắc tộc Inkeri) của tác giả Mirja Kemppinen ra đời năm 2013 cũng đều biên soạn dựa trên thi pháp và hình tượng Kalevala.

### Phần Lan
Kalevala xuất hiện trong thời kì các sắc tộc Phần Lan còn tùng thuộc Đế quốc Nga và đang ở tiến trình tìm bản sắc cho mình. Vì thế, trứ tác này đã làm dấy lên trào lưu tầm khảo văn học dân gian trong các cộng đồng dùng ngữ hệ Phần Lan. Sau Đệ nhị Thế chiến, Kalevala được mệnh danh quốc sử và tôn làm biểu tượng bản sắc Phần Lan (Suomalaisuusliikkeeksi), đồng thời tác giả Elias Lönnrot cũng được coi là nhân vật tiên phong trào lưu học tập nghiên cứu ngôn ngữ Karjala và Suomi. Ngày nay, nhiều cơ sở thương mại đã lấy Kalevala làm kiểu mẫu sáng tạo nhãn hiệu để hình thành thương hiệu quốc gia Phần Lan.
| “                            | The most famous collection of folk poetry is by far the Kalevala. Referred to as the Finnish "national epic" it is mainly credited to Elias Lönnrot, who compiled the volume. It was first published in 1835 and quickly became a symbol of Finnish nationalism. Finland was then politically controlled by Russia and had previously been part of Sweden. The Kalevala was therefore an important part of early Finnish identity. Beside the collection of lyric poems known as the Kanteletar it has been and still is a major influence on art and music, as in the case of Jean Sibelius. It is a common misconception that Lönnrot merely "collected" pre-existing poetry. It is now widely accepted that the Kalevala represents an amalgam of loosely connected source materials, freely altered by Lönnrot to present the appearance of a unified whole. Nationalism was a central force in the history of Finland starting in the 19th century. The Finnish national awakening in the mid-19th century was the result of members of the Swedish-speaking upper classes deliberately choosing to promote Finnish culture and language as a means of nation building—i.e. to establish a feeling of unity between all people in Finland including (and not of least importance) between the ruling elite and the ruled peasantry. The publication in 1835 of the Finnish national epic, the Kalevala, a collection of traditional myths and legends which is the folklore common to the Finns and to the Karelian people (the Finnic Russian Orthodox people who inhabit the Lake Ladoga-region of eastern Finland and present-day NW Russia), stirred the nationalism that later led to Finland's independence from Russia. | ” |
| — Chủ nghĩa dân tộc Phần Lan | |   |

Kalevala đã trở thành một trong những biểu tượng văn hóa quan trọng nhất của nước Phần Lan hiện đại. Với Kalevala, người Phần Lan vẫn cho rằng dân tộc mình cũng có một lịch sử và một nét phong hóa riêng : "Với những khúc ca bất tử này trong hành trang, người Phần Lan đã có thể dũng cảm và tự tin nhìn về quá khứ của mình và có thể nhìn ra được tương lai của dân tộc. Người Phần Lan đã có thể kiêu hãnh nói : Tôi cũng có một lịch sử !" (J. G. Linsen, 1835). Đồng thời Kalevala được coi là chiếc cầu nối Phần Lan với thế giới bên ngoài : "Khi làm nên Kalevala, nhân dân Phần Lan đã làm cho mình một con đường xuyên qua núi đá cheo leo, không những chỉ tiến đến Âu châu mà đến cả thế giới văn minh. Kalevala sáng chói như Bắc Đẩu trên trời cao, kể cho toàn nhân loại nghe về bộ tộc Phần Lan" (M. J. Eisen, 1909).
Kalevala còn là đề tài và là nguồn cảm hứng sáng tạo cho rất nhiều thế hệ văn nghệ sĩ Phần Lan cũng như ngoại nhân. Rất nhiều cơ quan và tổ chức Phần Lan cũng như quốc tế đã lấy Kalevala cũng như tên gọi các nhân vật trong Kalevala làm tên gọi cho mình. Rất nhiều đường, phố ở các thành phố, địa phương trên khắp Phần Lan mang tên các nhân vật và địa danh trong Kalevala. Sau khi ra đời, Kalevala đã nhanh chóng gây sự chú ý của người ngoại quốc và các nhà nghiên cứu đã nghiên cứu nó như là một trứ tác thuộc thi ca dân gian chân thực.
Từ năm 1950, ngày 28 tháng 2 năm 1835 – ngày Elias Lönnrot đề danh dưới lời tựa Kalevala cựu thư đã trở thành Ngày Kalevala (Kalevalan päivä) và được coi là một ngày lễ không chính thức tại Phần Lan. Từ năm 1978, Ngày Kalevala được nâng lên làm Ngày Văn Hóa Phần Lan và đã được nghị viện quy định là một kì nghỉ chính thức phổ cập trên phạm vi toàn quốc. Trên thế giới có lẽ hiếm quốc gia khác giống như Phần Lan : Lấy ngày ra đời của một tác phẩm văn học làm ngày lễ lớn của dân tộc. Hằng năm cứ nhằm ngày này toàn quốc phải trương quốc kỳ và tổ chức các hoạt động văn hóa có liên đới Kalevala. Ở Phần Lan, bên cạnh Hội Kalevala còn có Juminkeko là một cơ quan chuyên về sưu tầm, nghiên cứu Kalevala và bảo tồn, phát triển các di sản văn hóa miền Viena, cái nôi của Kalevala. Juminkeko cũng thực hiện nhiều dự án nhằm khôi phục lại các làng thơ Viena, một trong số đó vừa nhận được giải thưởng bảo tồn văn hóa EU năm 2006.
| Tượng kỉ niệm Elias Lönnrot do Emil Wikström sáng tạo tại Helsinki | Phù điêu Väinämöinen gảy kantele của Erik Cainberg | Anh em nghệ nhân Poavila và Triihvo Jamanen ở thôn Uhtua ngâm Kalevala | Lễ bách niên Kalevala tại Helsinki |
| ------------------------------------------------------------------ | -------------------------------------------------- | ---------------------------------------------------------------------- | ---------------------------------- |
|                                                                    |                                                    |                                                                        |                                    |

### Nga
Sau khi Đệ nhị Thế chiến vừa kết thúc, quan hệ song phương Tô Liên - Phần Lan phục hồi, kiệt tác Kalevala được chính phủ Liên bang Soviet công nhận là di sản tinh thần của cộng đồng các dân tộc trên toàn liên minh. Tác phẩm được đưa vào chương trình giáo dục thanh thiếu niên do Bộ Văn Hóa tán trợ, lại được các nhà hát và hãng phim chuyển thể thành nghệ thuật trình diễn.
Trong những năm hậu Soviet, chính phủ Liên bang Nga trong nỗ lực khôi phục chủ quyền Cộng hòa Kareliya đã cấp ngân sách cho riêng vùng này thiết lập một địa đồ không gian Kalevala nhằm tôn vinh ý nghĩa văn hóa và du lịch của sử thi trứ danh. Một số địa phương ở trung tâm Karjala được đồng loạt đổi tên cho tương ứng với các địa danh tưởng tượng trong trứ tác để hình thành bản sắc dân tộc Karjala hiện đại : Huyện Loukhsky (Louhi), Huyện Kalevalsky (Kalevala)... Ngoài ra, cây đàn kantele huyền diệu được công nhận là di sản văn hóa phi vật thể cấp quốc gia.
| Huyện Louhi (Louhen piiri) | Huyện Kalevala (Kalevalan piiri) | Ấn bản tiếng Nga sơ khởi năm 1933 | Bộ sưu tập ấn bản tại Viện Bảo Tàng Karjala 2013 |
| -------------------------- | -------------------------------- | --------------------------------- | ------------------------------------------------ |
|                            |                                  |                                   |                                                  |

### Việt Nam
Tại Việt Nam, kể từ thập niên 1990 dưới sự tán trợ của đại sứ quán Phần Lan tại Hà Nội, Kalevala lần lượt được giới thiệu trong các ấn phẩm văn nghệ Phần Lan rồi chính thức được dịch in theo từng tập để độc giả dễ nắm bắt. Dịch giả Bùi Việt Hoa dựa trên thi pháp Kalevala để sáng tác tập sử thi thất ngôn tứ tuyệt nhan đề Con cháu Mon Mân, san hành năm 2008 đồng thời tại Việt Nam và Phần Lan. Trứ tác này được Quỹ Kalevala giới thiệu rộng khắp tại Cộng đồng châu Âu và đã rất chóng được dịch sang các ngôn ngữ Phần Lan, Anh, Pháp, Đức, Séc, Ba Lan, Hungary và Nga.

## Liên kết

### Tư liệu
- Kalevala : Quốc sử Phần Lan tại Dự án Gutenberg
- Kalevala - sách nói thuộc phạm vi công cộng tại LibriVox
- Phần Lan 100 - lửa trời đuôi cáo : 100+ câu chuyện hay về Phần Lan
- Ennelin, Esa (ngày 27 tháng 2 năm 2019). "Kalevala Day – A Celebration of Finnish Culture". Discover Helsinki. Bản gốc lưu trữ ngày 27 tháng 2 năm 2022. Truy cập ngày 27 tháng 2 năm 2022.
- "Finland marks Culture Day in honor of national epic". News.cn. ngày 29 tháng 2 năm 2020. Truy cập ngày 27 tháng 2 năm 2022.
- "News, 3/3/2014" – "Kalevala Day - Finnish Culture Day 28 February", posted by the EMBASSY OF FINLAND, Bucharest, a part of the Ministry for Foreign Affairs of Finland: http://www.finland.ro/public/default.aspx?contentid=299691&contentlan=2&culture=en-US
- "News, 2/26/2018" – "Kalevala Day - Finnish Culture Day 28 February", posted by the EMBASSY OF FINLAND, Warsaw, a part of the Ministry for Foreign Affairs of Finland: http://www.finland.pl/public/default.aspx?contentid=372389&contentlan=2&culture=en-US